# Catabena nanuscula
Catabena nanuscula är en fjärilsart som beskrevs av Dyar 1922. Catabena nanuscula ingår i släktet Catabena och familjen nattflyn. Inga underarter finns listade i Catalogue of Life.